# Rejże
Rejże (lit. Raižiai) – wieś w gminie Punia rejonu olickiego w okręgu olickim Litwy. 
We wsi znajduje się zabytkowy meczet i mizar tatarski. W Rejżach urodził się Jan Chalecki.